# 希氏馬口魚
希氏馬口魚（学名：Opsariichthys hieni），又稱希氏馬口鱲，為輻鰭魚綱鯉形目鲴科馬口魚属的其中一種。分布於亞洲越南淡水流域，主要棲息在底中層水域，生活習性不明。

## 扩展阅读
維基物種上的相關：希氏馬口魚